# Hans Lesterhuis
Johannes Herman (Hans) Lesterhuis (Groningen, 29 maart 1944 – Hilversum, 26 februari 2009) was burgemeester en een Nederlands bestuurder binnen de KNVB.
In Groningen heeft hij eerst het Praedinius gymnasium doorlopen en daarna staats-en administratief recht gestudeerd aan de RUG. In december 1970 studeerde hij af, waarna hij per 1 mei 1971 een functie aanvaardde bij het kabinet van de Commissaris der Koningin in Friesland. Per september 1976 werd hij burgemeester van Ameland en in 1985 werd hij benoemd als burgemeester van Ooststellingwerf, een functie die hij 20 jaar vervulde. In 2006 is hij nog enige maanden waarnemend burgemeester van Ameland geweest.
Als geboren Groninger voetbalde hij bij Velocitas. Daarnaast speelde hij van 1966 tot 1970 bij de Groninger basketbalploeg GSSV Donar. Daarna bekleedde hij tal van bestuursfuncties in de voetbalwereld. Zo was hij bestuurslid van SC Cambuur en acht jaar lang voorzitter van de KNVB-afdeling Friesland. Vanaf 1996 was hij landelijk voorzitter van de afdeling amateurvoetbal van de KNVB. In november 2008 nam hij na drie termijnen afscheid. Bij zijn afscheid werd hij benoemd tot bondsridder.